# Estación de Uzwil
La estación de Uzwil es la principal estación ferroviaria de la comuna suiza de Uzwil, en el Cantón de San Galo.

## Historia y situación
La estación de Uzwil fue inaugurada en el año 1855 con la puesta en servicio del tramo Wil - Flawil de la línea Wil - San Galo. En 1856 se completó la línea hasta San Galo. 
Se encuentra ubicada en el borde suroeste del núcleo urbano de Uzwil, cuenta con un único andén central, por el que pasan dos vías pasantes, a las que hay que añadir otra vía pasante dos haces de vías muertas, uno en la zona norte de la estación y otro en la zona sur. En el norte de la estación nace un ramal que comunica con una fábrica situada en el noreste de Uzwil.
En términos ferroviarios, la estación se sitúa en la línea Wil - San Galo. Sus dependencias ferroviarias colaterales son la estación de Algetshausen-Henau hacia Wil y la estación de Flawil en dirección San Galo.

## Servicios ferroviarios
Los servicios ferroviarios de esta estación están prestados por SBB-CFF-FFS:

### Larga distancia
- IC San Galo - Gossau - Flawil - Uzwil - Wil - Winterthur - Zúrich Aeropuerto - Zúrich - Berna - Friburgo - Lausana - Ginebra-Cornavin - Ginebra-Aeropuerto. Servicios cada hora por cada dirección.

### S-Bahn San Galo
Hasta la estación llegan dos líneas de la red de cercanías S-Bahn San Galo:
- S 1 Altstätten - Rorschach – San Galo - Gossau - Flawil - Uzwil - Wil. Los trenes circulan cada hora en ambos sentidos, aunque en determinadas franjas de mayor demanda, la frecuencia se reduce hasta la media hora.
- S N San Galo - Romanshorn/St. Margrethen/Wil. Línea nocturna que sólo opera las noches de viernes y sábados.
- También parte a primera hora de la mañana un tren de la línea S, que hace el recorrido San Galo - Gossau - Flawil - Uzwil - Wil - Winterthur - Zúrich-Aeropuerto - Zúrich-Oerlikon.

La red de cercanías S-Bahn San Galo será ampliada en el año 2013.